# Ağaçoba, Güneysınır
Ağaçoba là một xã thuộc huyện Güneysınır, tỉnh Konya, Thổ Nhĩ Kỳ. Dân số thời điểm năm 2011 là 402 người.